# Dajte caru carevo
Dajte caru carevo, a Bogu Božije (grč. Ἀπόδοτε οὖν τὰ Καίσαρος Καίσαρι καὶ τὰ τοῦ Θεοῦ τῷ Θεῷ) je Isusova izreka zabeležena u sinoptičkim jevanđeljima po Mateju, Marku i Luki, kao i u nekanonskom jevanđelju po Tomi.
Ova izreka predstavlja Isusov odgovor na pitanje da li je dozvoljeno plaćati porez rimskom caru. Izreka je vekovima služila za različite interpretacije odnosa hrišćana prema svetovnoj vlasti, tj. odnosa crkve i države.

## Kontekst
Jevanđelja prenose da su neprijateljski ispitivači pokušali da navedu Isusa da zauzme eksplicitan i opasan stav o tome da li Jevreji treba ili ne treba da plaćaju porez rimskoj okupaciji. Oni su predviđali da će se Isus protiviti porezu, a Lukino jevanđelje objašnjava da im je namera bila „da ga predaju sili i vlasti“ rimskog guvernera. Guverner je bio Pontije Pilat, čovek odgovoran za prikupljanje rimskih poreza u Judeji.
Oni, međutim, nisu uspeli da od Isusa izvuku nedvosmislen odgovor, bilo u korist plaćaja danka Rimu, bilo u korist poreskog otpora. Zastupnici oba argumenta mogu interpretirati njegove reči u bilo kom smeru.

### Poreski otpor u Judeji
Porezi nametnuti Judeji od Rima su izazvali žestoke otpore pa čak doveli i do nereda. Proučavalac Novog zaveta Willard Swartley kaže:
Porez označen u tekstu je bio specifičan porez… To je bila glavarina, porez ustanovljen 6. godine n. e. Popis sproveden u to vreme (up. Lk 2:2) da utvrdi resurse Jevreja je izazvao gnev u zemlji. Juda Galilejski je predvodio pobunu (Dela 5:37), koja je samo potisnuta uz određene teškoće. Mnogi naučnici datiraju poreklo zilotske stranke i pokreta uz ovaj incident.
Jevrejska enciklopedija kaže o zilotima:
Kada je, u 5. godini, Juda iz Gamale u Galileji započeo organizovano protivljenje Rimu, njemu se pridružio jedan od lidera fariseja, R. Zadok, učenik Šamaja i jedan od vatrenih patriota i popularnih junaka koji su doživeli da svedoče tragičan kraj Jerusalima... Sprovođenje popisa od strane Kvirinija, rimskog prokuratora, u svrhu oporezivanja je smatrano znakom rimskog porobljavanja; i zilotski poziv na tvrdoglavi otpor ugnjetaču je dočekan sa oduševljenjem.

### Optužbe protiv Isusa za otpor porezu
Jevanđelje po Mateju beleži da je Isus svojim učenicima govorio protiv plaćanja hramovnog poreza:
Jevanđelja beleže da je Isus navodio porezničku profesiju kao primer negativnosti (Matej 5:46Template:Bibleverse with invalid book, Matej 18:17Template:Bibleverse with invalid book), a često ih je stavljao u isti koš sa prostitutkama (Matej 21:32Template:Bibleverse with invalid book). I pored toga što nije cenio njihovu profesiju, Isus je bio poznat da uživa u društvu poreznika, tako da je mogao uticati i na druge da napuste svoju profesije i da ga slede. Zabeleženo je da je Isus odvukao rimskog poreznika Levija sa njegovog porezničkog štanda u sred dužnosti, pozvavši ga krene za njim (Matej 9:9Template:Bibleverse with invalid book). Takođe je zabeleženo da je Isus uticao na jednog od Pilatovih glavnih poreznika, Zakheja, da se povuče sa svoje pozicije u rimskoj upravi i postane njegov sledbenik (Luka 19:1–10Template:Bibleverse with invalid book).
Na suđenju pred Pontijem Pilatom, Isus je bio optužen za podsticanje otpora carskom porezu:
Neki proučavaoci, poput Neda Nettervilla, smatraju da je glavni razlog zašto je prokurator Pontije Pilat dao pogubiti Isusa njegovo protivljenje rimskim porezima.

## Izreka

### Po Mateju
Jevanđelje po Mateju prenosi da su fariseji smislili lukavstvo kako bi Isusa uhvatili u reči:

### Po Tomi
Jevanđelje po Tomi prenosi donekle proširenu izreku u odnosu na sinoptička jevanđelja:

## Tumačenja
Isusov odgovor o plaćanju poreza se može tumačiti na oba načina, i da treba i da ne treba plaćati.

### Spretno izbegavanje zamke
Isus je upitan o plaćanju poreza u nadi da će odgovoriti sa „da“ ili „ne“. Odgovarajući „da“ izjasnio bi se protiv jevrejskog otpora rimskoj okupaciji. Odgovarajući „ne“ javno bi se izjasnio protiv rimskih vlasti i bio bi tretiran kao podstrekač pobune.
Njegovi ispitivači su pretpostavili da postoji neizbežna (i opasna) dihotomija između ispunjavanja obaveza prema državi i prema Bogu i svome narodu. Oni su pokušali da ga uhvate u opasnu ili/ili poziciju, a Isus je dao odgovor za koji se činilo da na pitanje odgovara direktno, ali u stvari spretno izbegava zauzimanje stajališta. Neki ovu izreku posmatraju ne kao uputstvo, već kao primer Isusove veštine da misli u hodu.

### Opravdanje države i plaćanja poreza
Neki čitaju izraz „Dajte Cezaru ono što je Cezarevo“ kao nedvosmislen, barem u meri u kojoj nalaže ljudima da poštuju državne organe i da plaćaju porez, ukoliko već koriste novac. Prema ovom tumačenju, Isus je tražio svojim provokatorima da pokažu novčić kako bi im pokazao da su korišćenjem tog novca već de facto priznali vladavinu cara i carstva, te se moraju potčiniti pravilima.
Apostol Pavle u poslanici Rimljanima kaže da su hrišćani dužni da poštuju sve zemaljske vlasti, tvrdeći da su uvedene od Boga. (Rimljanima:13)

### Naglašavanje pokornosti Bogu
Tertulijan, u delu De Idololatria, tumači Isusove reči da treba dati „sliku Cezara, koja je na novčiću, Cezaru, a sliku Božju, koji je na čoveka, Bogu; dakle Cezaru zaista dati novac, Bogu sebe. U protivnom, šta će biti Božje, ako je sve Cezarevo?“
Lav Tolstoj smatra da je ova izreka potpuno pogrešno tumačena u smislu pokornosti Cezaru, iako Isus ne kaže da mu se treba pokoravati:
| „ | Na prvom mestu, nema ni govora o pokornosti, na drugom mestu, da je Hrist priznao obavezu plaćanja danka, pa time i pokornosti, on bi rekao direktno: „Da, to treba biti plaćeno“, ali on kaže, „Dajte caru ono što je njegovo, to jest, novac, i dajte svoj život Bogu“, i ovim potonjim rečima on ne samo da ne ohrabruje bilo kakvu pokornost vlastima, već, naprotiv, ističe da u svemu što pripada Bogu nije ispravno pokoravati se Cezaru. | ” |

### Dva domena vlasti: država i crkva
Ova Isusova izreka je često tumačena u smislu da postoji dva odvojena domena vlasti, carski (državni) i božji (crkveni), i da je čovek dužan da prema svakom ispunjava određene obaveze. U tom smislu je izreka tumačena da treba plaćati crkveni porez, odnosno „dati Bogu Božje“.

### Prihvatanje posledica saradnje sa državom
Neki vide priču kao Isusovo upozorenje ljudima da ako sarađuju sa državom (na primer, koristeći njeno sredstvo plaćanja), postaju vezani za nju i onda moraju snositi posledice. Henri Dejvid Toro piše u Građanskoj neposlušnosti:
| „ | Hrist je odgovorio Herodovcima u skladu sa njihovom situacijom. „Pokaži mi poreski novac“, rekao je; — i jedan od njih je izvukao novčić iz džepa; — Ako koristite novac koji ima sliku Cezara, i koji je on učinio važećim i vrednim, dakle, ako ste ljudi države, i rado uživate prednosti Cezareve vlade, onda mu platite natrag nešto od njegovog, kada to zahteva; „Dajte stoga Cezaru ono što je Cezarevo i Bogu ono što je Božije“ — ostavljajući ih nimalo mudrijima nego ranije o tome koje je koje, jer oni ne žele da znaju. | ” |

Menonit Dale Glass-Hess piše:
| „ | Moja percepcija ovog incidenta je da Isus nije odgovorio na pitanje o moralnosti plaćanja poreza Cezaru, već je to prebacio nazad na ljude da odluče. Kada Jevreji izvade denarius na Isusov zahtev, oni pokazuju da već imaju posla sa Cezarom po Cezarevim uslovima. Ja čitam Isusovu izjavu: „Dajte caru carevo“ u značenju „Imate li dug u odnosu na Cezara? Onda ga bolje isplatite!“ Ti Jevreji su već kompromitovali sebe. .... Ako ćemo igrati Cezareve igre, onda je za očekivati da moramo platiti zadovoljstvo njihovih uživanja. Ali, ako smo odlučni da izbegnemo te igre, onda bi trebalo da smo u stanju da izbegnemo plaćanje za njih. | ” |

Mohandas Gandhi deli ovu perspektivu. On piše:
| „ | Isus je izbegao direktno postavljeno pitanje jer je bilo zamka. ... Zato je zatražio da vidi novčić za porez. A onda im je rekao sa poražavajućim prezirom: „Kako možete vi koji saobraćate Cezarovim novcima i time primate ono što vam je korisno od Cezarove vladavine odbiti da plaćate porez?“ Isusova čitava propoved i praksa ukazuju nepogrešivo na nesaradnju, što nužno uključuje neplaćanje poreza. | ” |

### Hrišćansko-anarhistički otpor porezu
Ammon Hennacy je na suđenju za građansku neposlušnost bio zamoljen od sudije da pomiri svoj otpor porezu sa Isusovim uputstvima, na šta je on odgovorio da je „Cezar uzimao previše i da je neko morao da ustane za Boga“. Drugde, on interpretira priču na sledeći način:
| „ | [Isus] je upitan da li veruje u plaćanje poreza Cezaru. U one dane različiti okruzi su imali različit novac i Jevreji su morali da promene svoj novac u rimski, pa Isus tražio, ne jevrejski novčić, već novac kojim se plaćao porez, rekavši: „Zašto me iskušavate?“ | ” |

Anarhistička tumačenja naglašavaju da se čovek treba osloboditi materijalnih vezanosti i da Cezar ima prava nad novcem koji je proizveo, ali ne i nad stvarima koje je stvorio Bog. Kao što francuski filozof Jacques Ellul kaže:
| „ | „Dajte caru carevo...“ ni na koji način ne deli vlast u dva domena ... Oznaka na novcu je Cezarova; to je znak njegove imovine. Stoga dajte Cezaru ovaj novac; njegov je. To nije pitanje legitimizovanja poreza! To znači da Cezar, pošto je stvorio novac, njegov je gospodar. To je sve. Ne zaboravimo da je novac, za Isusa, u domenu Mamona, satanskom domenu! | ” |

## Spoljašnje veze
- (језик: енглески) What belongs to God? by Marcus Borg, Beliefnet
- (језик: енглески) Render to All What Is Due Them: What Every Christian Needs to Know about Honoring Civil Authority and Paying Taxes, Part 2 by David G. Hagopian — advancing the argument that Jesus commanded people to pay taxes to their de facto rulers
- (језик: енглески) The Picket Line: 16 Jan. '04 — A tax resister’s point-of-view
- (језик: енглески) Jesus of Nazareth, Illegal-Tax Protester by Ned Netterville and others - A comprehensive analysis of everything Jesus said or did relative to taxes and tax collectors as recorded in the canon and non-canon gospels.